# بورین

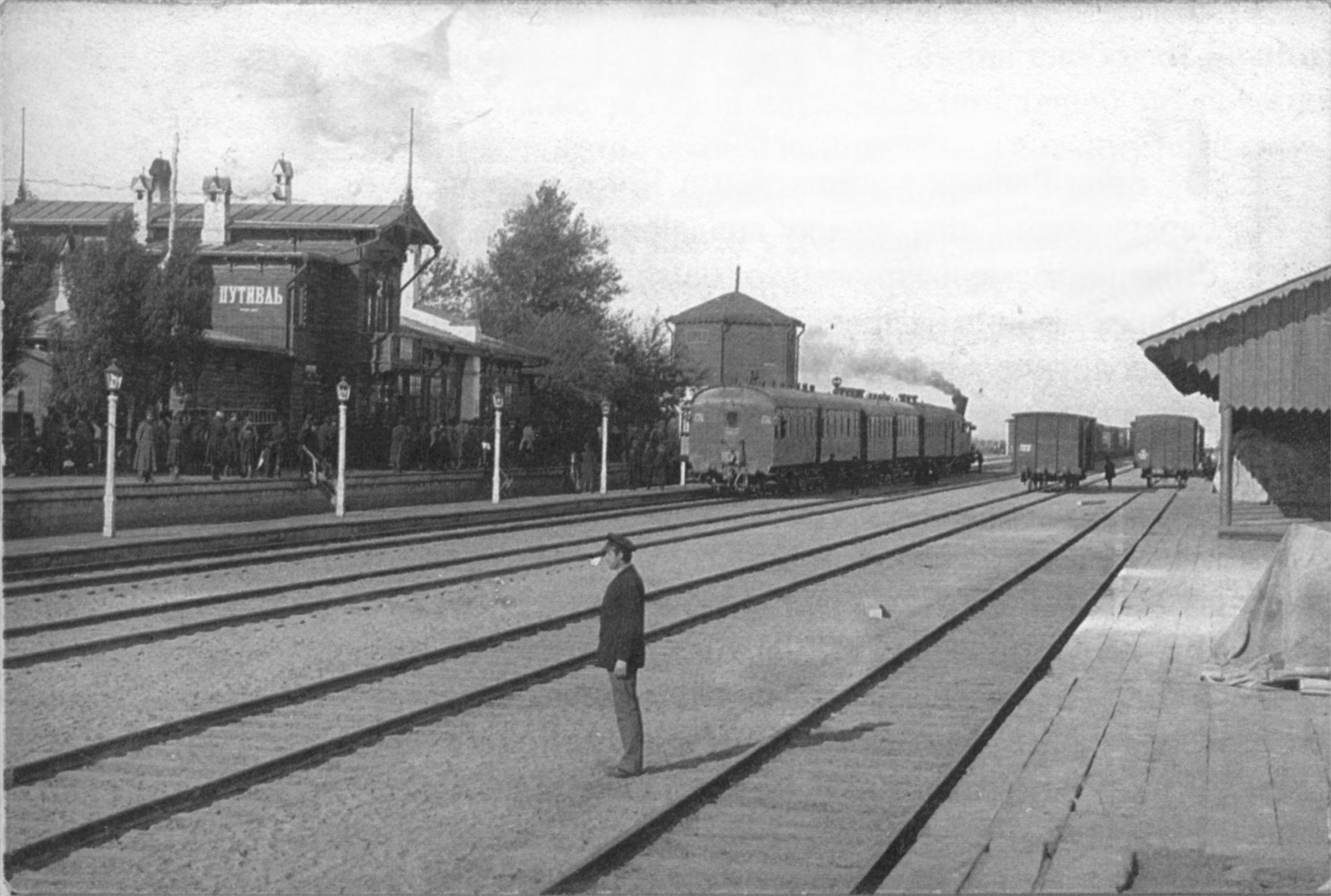
Railway station Putyvl, located in Buryn

شهر بورین (اوکراینی: Бури́нь, تلفظ می‌شود [bʊˈrɪnʲ]) در استان سومی در کشور اوکراین واقع شده‌است. جمعیت این شهر ۱۱٬۶۷۸ نفر است.